# Milan Macík
Milan Macík (* 14. dubna 1980 Brno) je bývalý český profesionální fotbalista, který nastupoval nejčastěji jako obránce.

## Život
Narodil se v Brně, v roce 1998 odmaturoval na Gymnáziu Brno, Křenová 36.

## Hráčská kariéra
Brněnský odchovanec se prosazoval jak v prvoligovém dorostu, tak třetiligovém B-mužstvu a od svých 20 let začal hrát pravidelně druhou nejvyšší soutěž jako hostující hráč (Ratíškovice, Jihlava a Prostějov).
Na jaře 2002 zasáhl v brněnském dresu do 6 utkání nejvyšší soutěže, aniž by skóroval. Debutoval 9. února 2002 v domácím utkání proti Sigmě Olomouc (výhra 2:1).
Druhou ligu hrál ještě v olomouckém 1. HFK, celkem si připsal 48 druholigových startů, v nichž vstřelil 2 branky.
V MSFL poté nastupoval opět za zbrojovácké B-mužstvo, Dostu Bystrc-Kníničky, 1. SC Znojmo a Tatran Brno-Kohoutovice. Celkem dal v nejvyšší moravské soutěži 16 branek.
Na jaře 2007 hostoval ve slovinském mužstvu NK Nafta Lendava, za něž zaznamenal 4 starty v nejvyšší slovinské soutěži.

### Nižší soutěže
Ve čtvrté nejvyšší soutěži (divizi) hrál na podzim 2006 za FK MKZ Rájec-Jestřebí, na podzim 2008 za FC Forman Boskovice a na jaře 2009 opět za Rájec-Jestřebí.
V nejvyšší jihomoravské soutěži (přeboru) nastřílel 28 branek. Na jaře 2008 jich dal 8 za Mikulov a výrazně mu tím pomohl k záchraně v soutěži, dalších 20 přidal v Rájci-Jestřebí od podzimu 2009 do podzimu 2011 (2009/10: 9, 2010/11: 9, 2011/12: 2) pod vedením Jiřího Záleského.
Od jara 2012 hraje nižší krajské soutěže (I. A třída Jihomoravského kraje a I. B třída Jihomoravského kraje) za FC Miroslav, Moravskou Slaviu Brno a FC Svratka Brno a FC Soběšice 

## Trenérská kariéra
Je držitelem UEFA Pro Licence „B“.

## Ligová bilance
| Ročník                    | Zápasy | Góly | Minuty | Klub                       |
| ------------------------- | ------ | ---- | ------ | -------------------------- |
| MSFL 1998/99              | –      | 1    | –      | FC Boby Brno „B“           |
| MSFL 1999/00              | –      | 3    | –      | FC Stavo Artikel Brno „B“  |
| II. liga 1999/00          | 4      | 0    | –      | SK Baník Ratíškovice       |
| II. liga 2000/01          | 22     | 0    | –      | FC Vysočina Jihlava        |
| II. liga 2001/02          | 14     | 2    | –      | SK LeRK Prostějov          |
| I. liga 2001/02           | 6      | 0    | 344    | FC Stavo Artikel Brno      |
| MSFL 2001/02              | –      | 1    | –      | FC Stavo Artikel Brno „B“  |
| MSFL 2002/03              | –      | 2    | –      | 1. FC Brno „B“             |
| II. liga 2002/03          | 8      | 0    | –      | 1. HFK Olomouc             |
| MSFL 2003/04              | –      | 1    | –      | FC Dosta Bystrc-Kníničky   |
| MSFL 2004/05              | –      | 3    | –      | 1. SC Znojmo               |
| MSFL 2004/05              | –      | 2    | –      | FC Dosta Bystrc-Kníničky   |
| MSFL 2005/06              | –      | 3    | –      | FC Tatran Brno-Kohoutovice |
| I. slovinská liga 2006/07 | 4      | 0    | 276    | NK Nafta Lendava           |
| MSFL 2007/08              | 10     | 0    | 767    | FC Dosta Bystrc-Kníničky   |
| CELKEM 1. LIGA            | 10     | 0    | 620    |                            |
| CELKEM 2. LIGA            | 48     | 2    | –      |                            |
| CELKEM 3. LIGA – MSFL     | –      | 16   | –      |                            |